# Hayashi Jōji

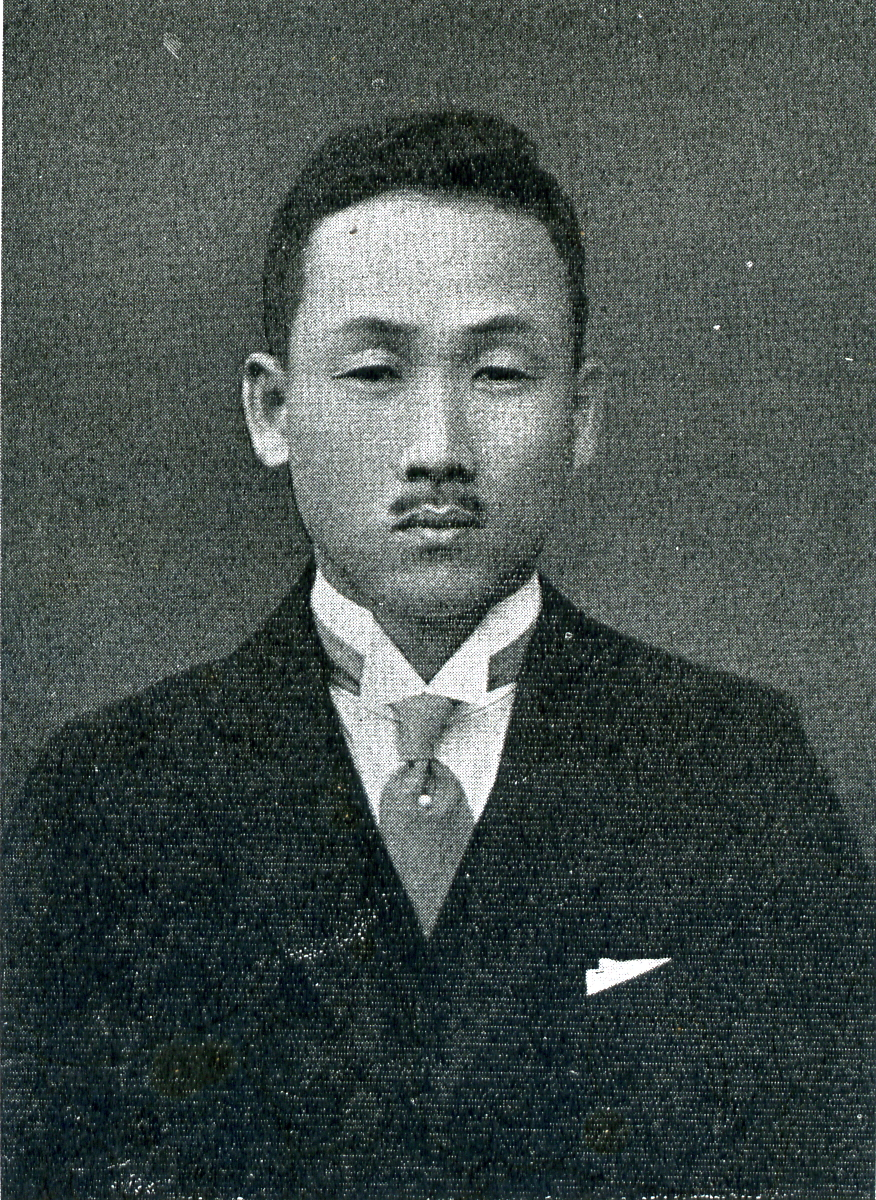
Hayashi Jōji

Hayashi Jōji (japanisch 林 譲治; geboren 24. März 1889 in Kōchi, Präfektur Kōchi; gestorben 5. April 1960) war ein japanischer Politiker.

## Leben und Wirken
Hayashi Jōji wurde als zweiter Sohn des Politikers Hayashi Yūzō (1842–1921) geboren. Er war Absolvent der Universität Kyōto. Nachdem er als Mitglied der Präfekturversammlung von Kōchi gearbeitet hatte, wurde er 1930 für den 2. Wahlkreis Kōchi Mitglied des Repräsentantenhauses.
Nach dem Zweiten Weltkrieg war er stellvertretender Ministerpräsident im zweiten und dritten Kabinett Yoshida und jeweils auch Minister für Gesundheit und Soziales. Er war der 41. Vorsitzender des Repräsentantenhauses und Generalsekretär der Liberalen Partei. Insgesamt wurde er 11 Mal ins Repräsentantenhaus gewählt. 
Zusammen mit Ōno Bamboku und Masutani Shūji bildete Hayashi Yoshidas „Gosanke“
Hayashi hinterließ die Haiku-Sammlung „Furuawase“ (古袷). Sein Haiku-Pseudonym ist Jōji (鰌児), also anders geschrieben.